# 山內組 (大石組)
山内組（山内組）位於愛媛縣新居濱市本部的設置，日本的黑社會指定暴力團之一 六代目山口組旗下的3次團體。隸屬上部團體為大石組。
原第二代大日本平和會副會長、竹形 剛所屬至誠會旗下的理事長補佐副本部長等、至誠會解散後，以新居濱為主要的勢力結合組成。

## 最高幹部
- 組長、山内敬美（大石組相談役）